# Gerald Strickland
Gerald Paul Joseph Cajetan Carmel Antony Martin Strickland, 1. baron Strickland, 6. hrabia della Catena (ur. 24 maja 1861 w Valletcie, zm. 22 sierpnia 1940 w Attard) – polityk brytyjsko-maltański, ojciec Mabel Strickland.
Z wykształcenia prawnik, oficer armii brytyjskiej, 1888 I sekretarz rządu Malty, przywódca Partito Populare (partii Sigismundo Savony), 1902-1904 gubernator Brytyjskich Wysp Podwietrznych, 1904-1909 gubernator Tasmanii, 1909-1913 gubernator Australii Zachodniej, 1913-1917 gubernator Nowej Południowej Walii, deputowany do parlamentu 1924-1929 z ramienia Partii Konserwatywnej.
Od 1917 ponownie na Malcie, początkowo przywódca Partii Angielsko-Maltańskiej, po jej zjednoczeniu z Partią Konstytucyjną od 1921 lider Partii Konstytucyjnej. Początkowo zwolennik nacjonalistów w walce o rząd przedstawicielski, z czasem ich zagorzały wróg, zwolennik imperializmu, przeciwnik wpływów włoskich na wyspie, antyklerykał (mimo że był praktykującym katolikiem).
Jego rządy jako premiera Malty (1927-1932) przeszły do historii m.in. jako okres nieustannych konfliktów z Kościołem katolickim (w 1930 arcybiskup Malty i Mikiel Gonzi, biskup Gozo, ogłosili list pasterski, objaśniający, że oddanie głosu na Stricklanda lub kandydata z Partii Konstytucyjnej stanowi grzech śmiertelny, przez co premier zdecydował się w maju 1932 na wystosowanie do papieża listu z oficjalnymi przeprosinami).